# Jonathan Chase
Pour les articles homonymes, voir Chase.
Jonathan Shane Greenfield, né le 26 octobre 1979 à Plantation (Floride), est un acteur américain.

## Vie privée
Depuis novembre 2015, il est marié avec Sarah Lefkowitz.

## Filmographie

### Cinéma
- 2005 : The Baker's Dozen de Charles Band : Brick Fields
- 2005 : The Gingerdead Man de Charles Band : Brick Fields
- 2007 : Another Gay Movie de Todd Stephens : Jarod
- 2007 : 75 secondes pour survivre de Brian Hooks (en) et Deon Taylor : Brandon

### Télévision
- 2005-2006 : One on One : Cash Bagen
- 2007 : Veronica Mars (saison 3 épisode 7) : Josh Barry
- 2008 : Ring of the Death : Lancer
- 2013-2014 : Love thy Neighbor : Sam